# Musée de la Porte de Thann

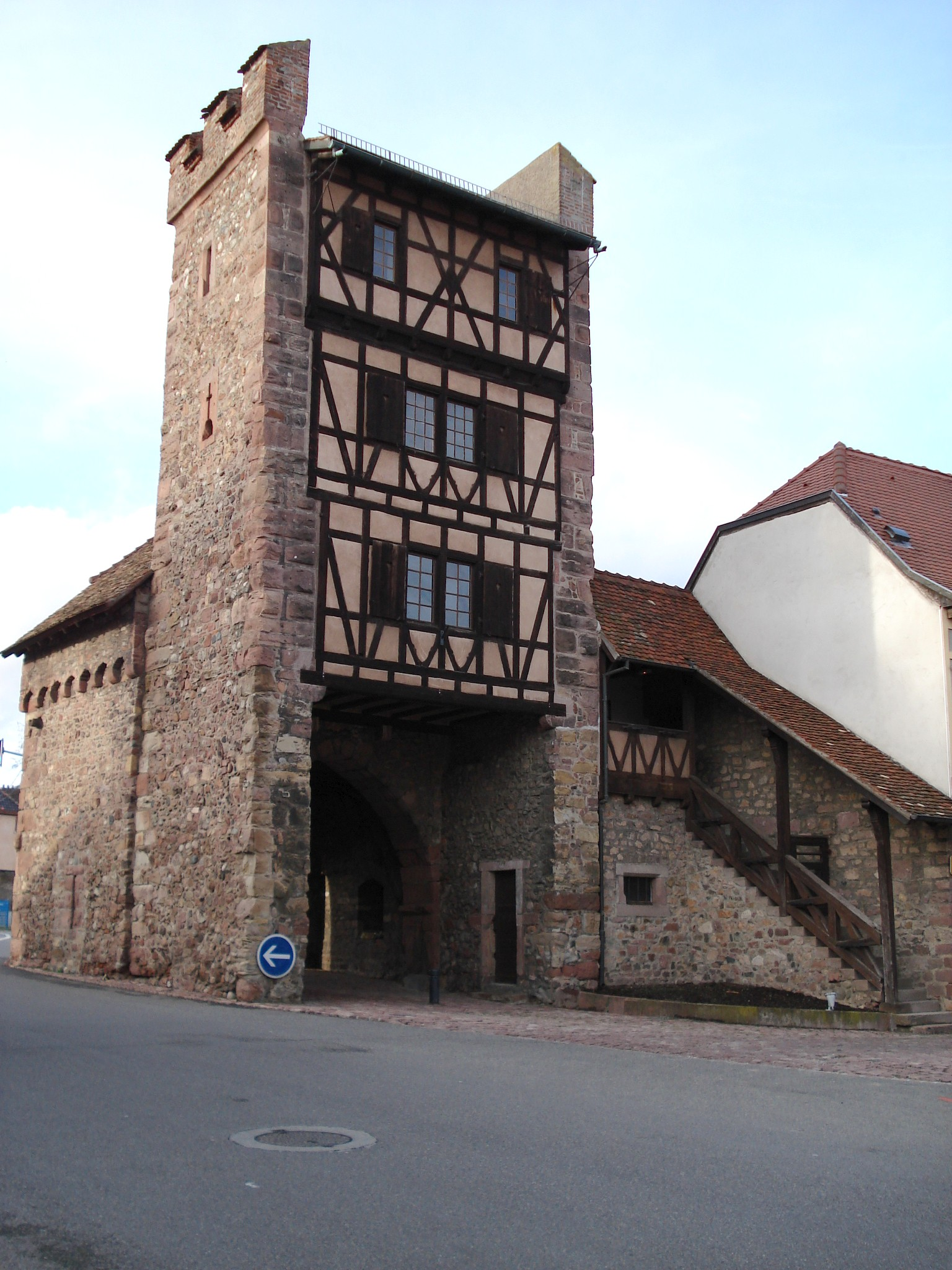
La porte de Thann à Cernay (Haut-Rhin)

Le musée de la Porte de Thann, situé à Cernay, est un musée municipal géré depuis 1963 à titre bénévole par la société d'histoire et d'archéologie de Cernay et environs.

## Présentation
Le musée rénové a été inauguré en septembre 2007.La salle Sutter(RDC annexe)présente les origines de la ville médiévale grâce à une impressionnante maquette;la salle Weinstoerffer(1er étage) accueille nos expositions temporaires annuelles.
Le 1er niveau de la Porte de Thann, classée Monument historique, est occupé par la salle Ingold (thématique : du néolithique à la protohistoire dans le canton de Cernay) et la salle Oberreiner (thématique : occupation romaine ; Sennenheim, une création franque ?). JP Bevilacqua est le président de l'association.